# 戈尔·米纳相
戈尔·米纳相（1994年10月25日—），亚美尼亚、巴林男子举重运动员。他曾代表亚美尼亚参加2016年夏季奥林匹克运动会举重比赛，获得男子105公斤以上级银牌。